# Jason Thompson (pisarz)
Jason Thompson (ur. 13 października 1974 w San Francisco) – amerykański pisarz, dziennikarz i autor komiksów. Autor jednej z największych encyklopedii mang: „Manga: The Complete Guide”.

## Życiorys
Thompson urodził się w San Francisco, natomiast wychowywał się w Healdsburgu. W 1995, w wieku 20 lat, ukończył University of California w San Diego. Rok później rozpoczął współpracę z koncernem Viz Media, jednocześnie publikując własne komiksy, jak choćby adaptację mikropowieści „W poszukiwaniu nieznanego Kadath” Howarda Phillipsa Lovecrafta. Wkrótce potem został pierwszym amerykańskim redaktorem magazynu Shūkan Shōnen Jump.
Thompson jest autorem komiksu internetowego „The Stiff” oraz twórcą powieści graficznej „King of RPG”. Od 2007 współpracuje z amerykańską wersją magazynu Otaku.
W 2007 nakładem wydawnictwa Del Rey Books ukazała się jego encyklopedia „Manga: The Complete Guide”. Książka została pozytywnie przyjęta przez odbiorców. Serwis mania.com uznał, że niedociągnięcia natury technicznej są rekompensowane przez czystą użyteczność zawartości. Library Journal stwierdził, że w niektórych miejscach są niekompletne informacje, jednak całość jest bardzo przydatną lekturą dla czytelnika. Portal Anime News Network uznał, że kompendium autorstwa Thompsona jest „wysoce uzależniające”. W 2008 książka była także nominowana do Nagrody Eisnera, jednak przegrała z pozycją Douglasa Wolka „Reading Comics: How Graphic Novels Work and What They Mean”.